# Мілан Галич
Мілан Галич (сербохорв. Milan Galić, нар. 8 березня 1938, Босансько-Грахово — пом. 13 вересня 2014, Белград) — югославський футболіст, що грав на позиції нападника.
Виступав, зокрема, за клуби «Партизан» та «Стандард» (Льєж), а також національну збірну Югославії.
Чотириразовий чемпіон Югославії. Дворазовий чемпіон Бельгії. Володар Кубка Бельгії. У складі збірної — олімпійський чемпіон. 

## Клубна кар'єра
Народився 8 березня 1938 року в місті Босансько-Грахово. Вихованець футбольної школи клубу «Пролетер». Дорослу футбольну кар'єру розпочав 1955 року в основній команді того ж клубу, в якій провів три сезони. 
Своєю грою за цю команду привернув увагу представників тренерського штабу клубу «Партизан», до складу якого приєднався 1958 року. Відіграв за белградську команду наступні вісім сезонів своєї ігрової кар'єри. У складі «Партизана» був одним з головних бомбардирів команди, маючи середню результативність на рівні 0,5 голу за гру першості. За цей час чотири рази виборював титул чемпіона Югославії.
У 1966 році Галич перейшов у бельгійський «Стандард» (Льєж), у складі якого провів наступні чотири роки своєї кар'єри гравця.  Більшість часу, проведеного у складі «Стандарда», був основним гравцем атакувальної ланки команди. В новому клубі був серед найкращих голеодорів, відзначаючись забитим голом в середньому щонайменше у кожній третій грі чемпіонату. За цей час додав до переліку своїх трофеїв два титули чемпіона Бельгії.
Завершив професійну ігрову кар'єру у клубі «Реймс», за команду якого виступав протягом 1970—1973 років.

## Виступи за збірну
31 травня 1959 року дебютував в офіційних іграх у складі національної збірної Югославії в матчі проти Болгарії і забив гол. Наступного року поїхав з командою на перший чемпіонат Європи 1960 року у Франції. Там у півфіналі проти господарів французів (5:4) Галич забив історичний перший гол чемпіонатів Європи. Потім він забив гол і у фіналі проти СРСР, але збірна Югославії поступилася з рахунком 1:2 і таким чином стала срібним призером.
Наступного місяця він поїхав з командою на Олімпійські ігри в Італії, де Галич провів всі п'ять матчів, забив 7 м'ячів і став олімпійським чемпіоном та найкращим бомбардиром турніру, забивши в тому числі гол у фіналі проти Данії (3:1). 
На чемпіонаті світу 1962 року в Чилі зіграв у 6 іграх і забив 3 голи, посівши разом зі збірною 4-е місце,
Протягом кар'єри у національній команді, яка тривала 7 років, провів у формі головної команди країни 51 матч, забивши 37 голів. За кількістю голів за Югославію Мілан посідає друге місце після Степана Бобека.

## Титули і досягнення

### Командні
- Чемпіон Югославії (4):

«Партизан»: 1960/61, 1961/62, 1962/63, 1964/65
- Чемпіон Бельгії (2):

«Стандард» (Льєж): 1968/69, 1969/70
- Володар Кубка Бельгії (1):

«Стандард» (Льєж): 1966/67
- Олімпійський чемпіон (1): 1960
- Віце-чемпіон Європи: 1960

### Особисті
- Найкращий футболіст Олімпійських ігор: 1960 (7 голів)
- Найкращий футболіст чемпіонату Європи: 1960 (2 голи)

## Смерть
Помер 13 вересня 2014 року на 77-му році життя у місті Белград. Похований на Алеї почесних громадян на Новому цвинтарі у Белграді.